# Aleksandr Uvarov (hockeista su ghiaccio)
Aleksandr Nikolaevič Uvarov (in russo Алекса́ндр Никола́евич Ува́ров?; Odoev, 7 marzo 1922 – 24 dicembre 1994) è stato un hockeista su ghiaccio sovietico, dal 1991 russo.

## Palmarès

### Olimpiadi invernali
- 1 medaglia:
  - 1 oro (Cortina d'Ampezzo 1956)